# Шойбель, Иоганн

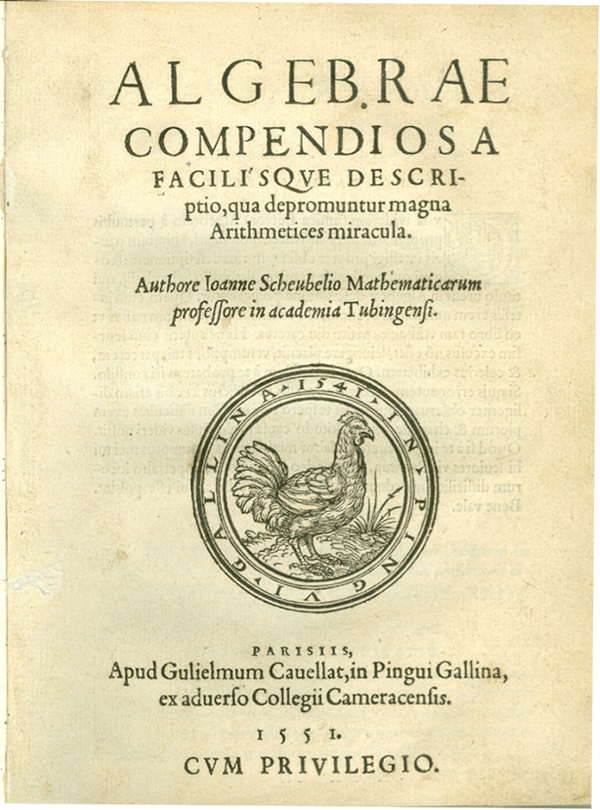
Algebrae Compendiosa. 1551

Иоганн (Йоханнес) Шойбель (нем. Johannes Scheubel; 13 августа 1494, Кирххайм-унтер-Текк, Баден-Вюртемберг — 20 февраля 1570, Тюбинген) — немецкий математик, астроном, картограф, педагог. Считается одним из пионеров алгебры в Европе. Принадлежал к школе «коссистов» (немецких алгебраистов XVI века).

## Биография
Окончил латинскую школу в родном городе.
С 1535 года читал лекции по математике и геометрии в Тюбингенском университете, с 1540 года — магистр, с 1550 года — профессор.
Известный математик. Автор значительных нововведений в решении квадратных уравнений, написал в общей сложности шесть книг по арифметике и алгебре, а также многочисленные труды на математические и астрономические темы. Известен, как популяризатор алгебры по всей Европе и, в частности, использованием символов + и — .
Собрал большую библиотеку, которая включала работы по алгебре, архитектуре, арифметике, астролябии, астрологии, астрономии, биологии, компасам, космографии, геометрии, греческой и латинской литературе, медицине, музыке, естественной философии, оптике, таблицам, тригонометрии и весам. В частности, он владел копией De Revolutionibus Коперника. Был в курсе публикаций по своей специальности, геометрии и арифметике, включая работы Кардано, Стифеля, Пьера де ла Раме, Кристофа Рудольфа и Петера Апиана; в курсе математического мышления того времени.
Он также в 1559 году разработал самую старую карту герцогства Вюртемберг.

## Избранные труды
- De Numeris et Diversis Rationibus seu Regulis computationum opusculum a Joannes Scheubelo compositum , Lipsiae (Leipzig), 1545.
- Compendium Arithmeticae Artis per Johannem Scheubeliu adornatum et conscriptum , Базель, 1549.
- Euclidis Megarensis, Philosophi et Mathematici Excellentissimi, sex libri priores, de Geometricis Principiis, Graeci et Latini, una cum демонстрацияibus propositionum. Algebrae porro regulae, propter numerorum…, Базель, 1550
- Algebrae Compendiosa (1551)[1].